# Marseille
Marseille (francouzsky Marseille  [maʁ.sɛj]), hlavní město Provence, je po Paříži druhé největší město Francie. Leží v jihovýchodní části země, na pobřeží Středozemního moře, ve Lvím zálivu. V roce 2012 mělo Marseille 852 516 obyvatel (v roce 1999 jako aglomerace 1 350 000, resp. 1 516 000 obyvatel). Jde o nejvýznamnější francouzský obchodní přístav. Nachází se zde sídlo marseilleského arcibiskupství. Dnes je městem téměř všech národů žijících okolo Středozemního moře včetně mnoha Arabů.

## Historie
Město bylo založeno jako Massalia (Μασσαλία) kolem roku 600 př. n. l. iónskými kolonisty z maloasijského přístavu Fókaia. Rozkvétat začalo asi od 5. století př. n. l., kdy byli jeho největšími soupeři Etruskové a Kartaginci. V roce 49 před K. obsadili město Římané. V tomto období se Marseille stalo důležitým přístavem, kde se přepravovalo zboží dovozené z Orientu dále do západní Evropy. Archeologické výzkumy odhalily pozůstatky řeckého i římského města; část městských hradeb, brány, starou silnici z Itálie i část římského přístavu. V 5. století bylo založeno opatství Saint-Victor, později v 10. století rekonstruované benediktiny. Další rozvoj Marseille jako přístavu přinesly křížové výpravy. Marseille začala soupeřit s největší námořní velmocí Janovem. V roce 1481 byly Marseille společně s Provence připojeny k Francii. V roce 1720 postihl město mor. V období francouzské revoluce vyslali obyvatelé Marseille do Paříže 500 dobrovolníků s bojovou písní, která byla později nazvaná Marseillaisa a stala se státní hymnou Francie. Velký rozvoj města nastal v pol. 19. století. V průběhu druhé světové války bylo město dvakrát bombardováno.

## Město, památky a významné stavby

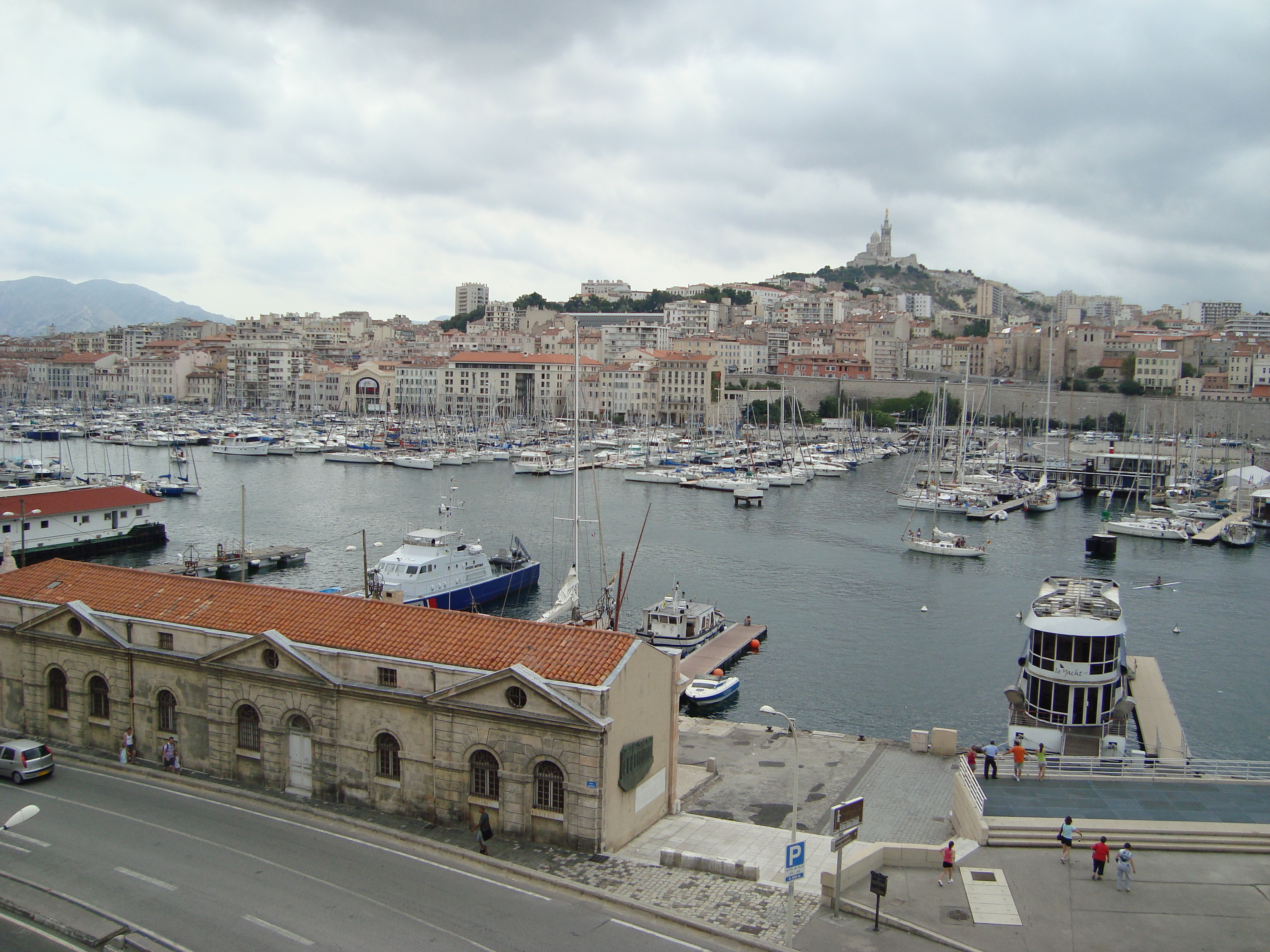
Vieux Port, Starý přístav

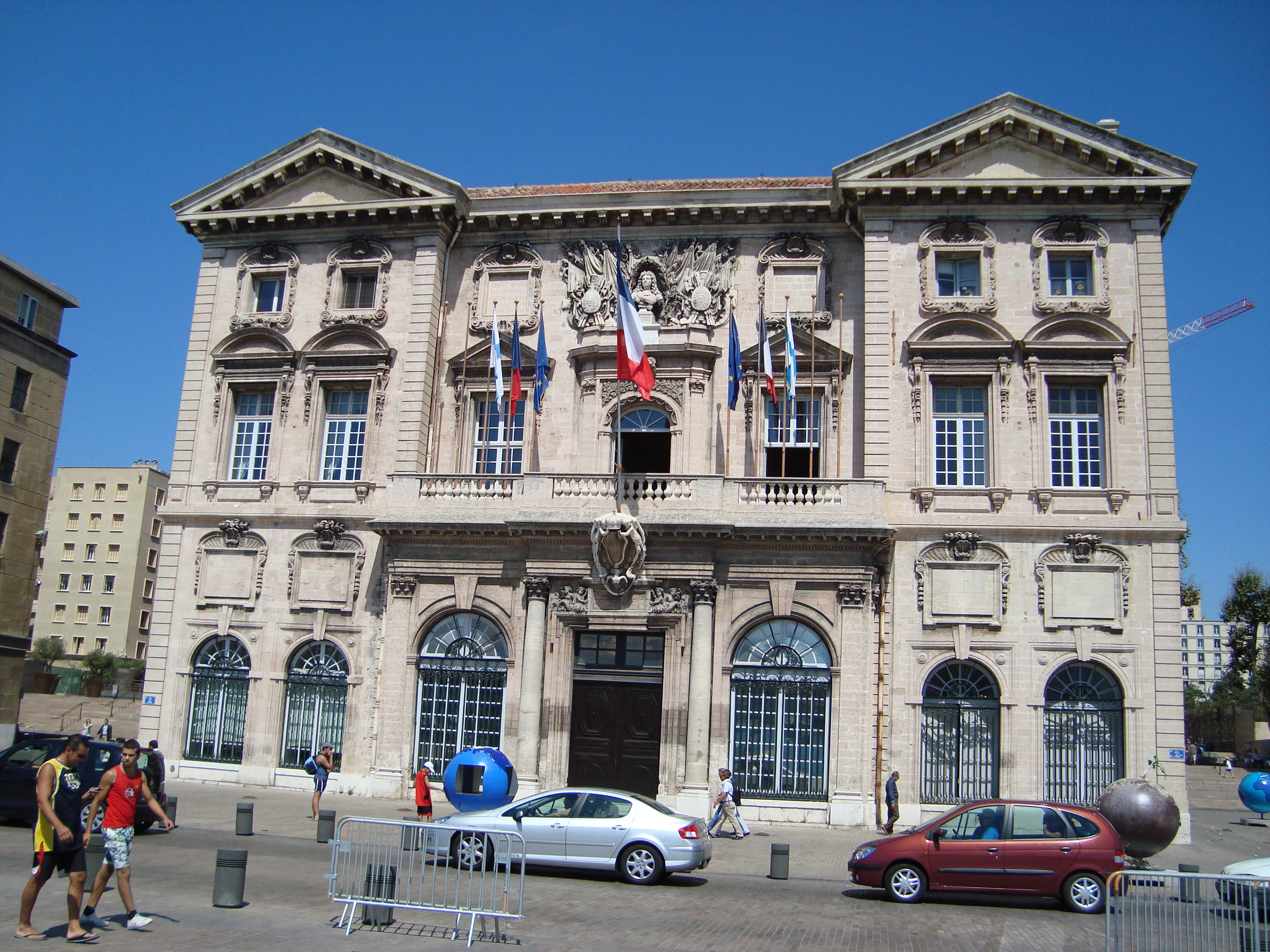
radnice Marseille

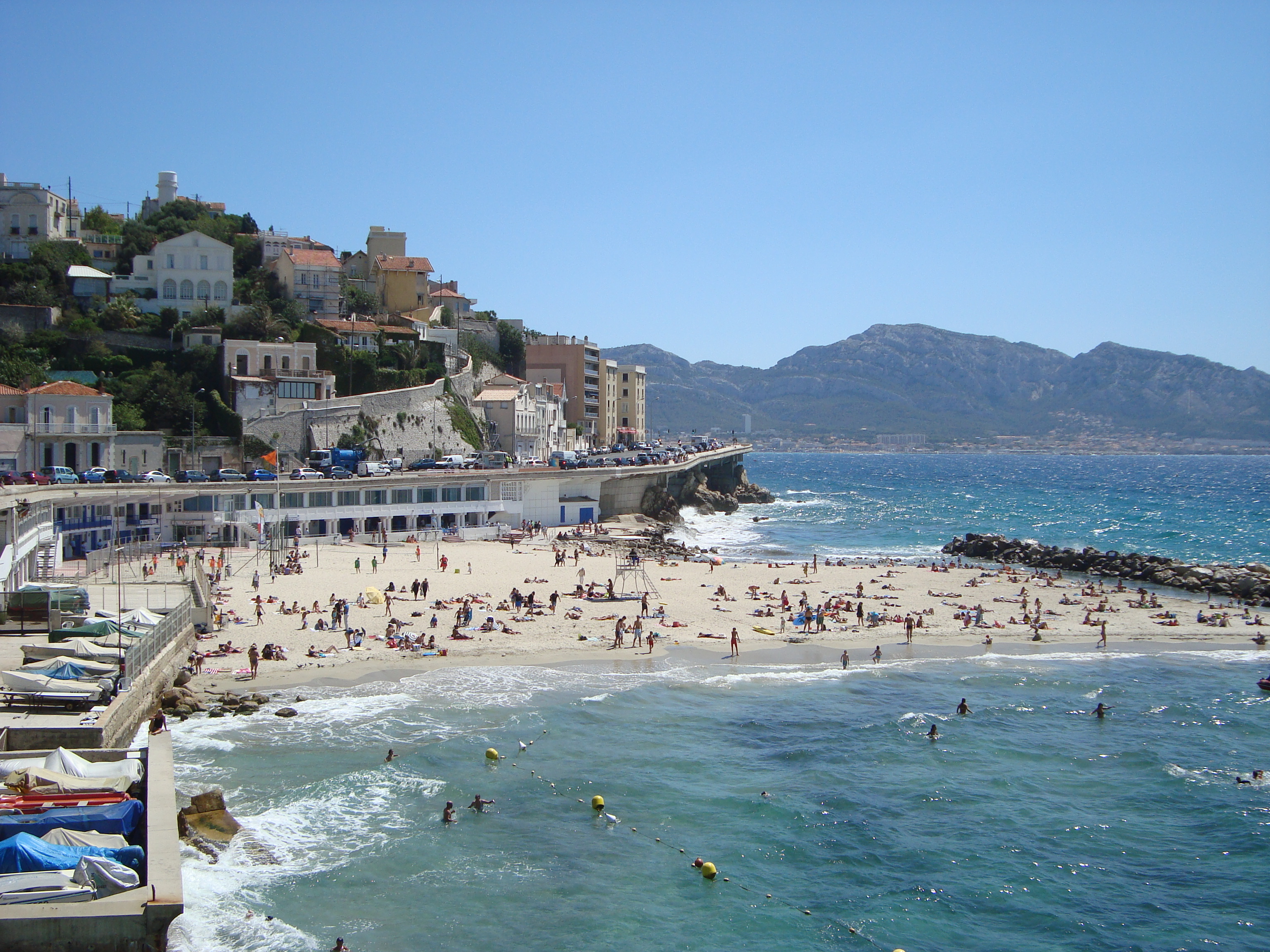
Anse d L'Oriol, Marseille

Hlavním centrem Marseille je Vieux-Port, Starý přístav. Leží v malé zátoce, dnes obklopené domy s restauracemi a bary. Dříve zátoka sloužila jako přístav, v současnosti je zde přístaviště jachet a rybářských lodí. V místě vstupu do Vieux-Portu stojí dvě pevnosti, severně St. Jean, jižně St. Nichola'. Jednou z dominant Starého přístavu je na vrchu stojící bazilika Notre-Dame de la Garde vystavěná v letech 1854–63 v románsko-byzantském slohu. V jihozápadní části Starého přístavu najdeme kostel sv. Viktora, původně opatství zničené během francouzské revoluce, kostel je z druhé pol. 14. století. Dochovaná krypta je z doby založení opatství, z 5. století. Na severní straně přístavu, ve střední části, stojí budova marseillské radnice (Hotel de Ville), barokní stavba ze 17. století.
Severovýchodně od Vieux-Portu, za opevněním St. Jeane, je umístěna marseillská katedrála (Cathédrale de la Major). Chrám byl postavený v 19. století v románsko-byzantském slohu, je 140 m dlouhý a 70 m vysoký. Jižně od katedrály, na kopci, stojí románský kostel St. Laurent ze 12. století. Do východní části Starého přístavu ústí jedna z hlavních marseillských tříd Canebière. V ulici se nachází řada obchodů, kaváren a hotelů. Na jejím východním konci pak najdeme neogotický kostel St. Vincent de Paul z let 1855–86.

## Okolí Marseille
Jižně od Marseille se rozkládá pobřežní vrchovina Calanques, nejvyšší bod Mont Puget (563 m). Jedná se o druhohorní vápencové útesy o délce přibližně 20 km a šířce 4 km. Část oblasti je součástí francouzského Národního parku Calanques. Západně od Marseille se nachází Frioulské ostrovy, jejichž součástí je i ostrov If se stejnojmenným hradem z počátku 16. st., který dlouho sloužil jako věznice. Mezi její vězně podle literárního příběhu patřil i hrabě Monte Cristo, hrdina stejnojmenného románu Alexandra Dumase.

## Doprava
Ve městě jsou v provozu dvě linky metra a menší tramvajová síť.
U Marseille je letiště Aéroport de Marseille Provence.
Do města jezdí vlaky TGV, které ujedou trasu mezi Marseille a Paříží za 3 hodiny.

## Kultura, umění a sport
Každoročně se zde koná tenisový turnaj mužů. Působí zde fotbalový klub Olympique de Marseille, několikanásobný vítěz Francouzské fotbalové ligy a vítěz Ligy mistrů z roku 1993.

## Vzdělání
- EPITECH
- Polytechnický ústav vyšších věd
- Kedge Business School

## Demografie
Třetinu obyvatel města tvoří muslimové.
Počet obyvatel

## Galerie

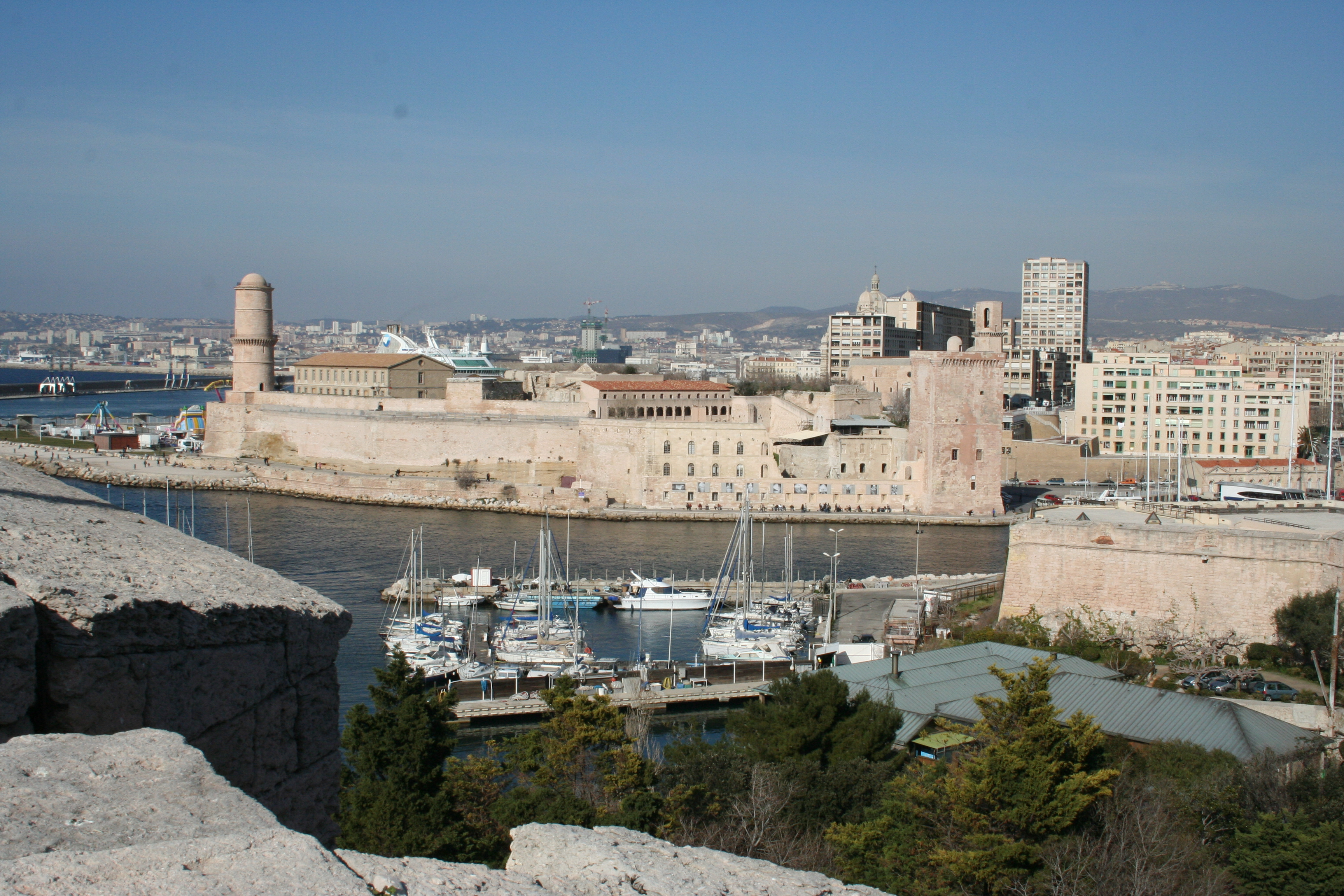
Fort St. Jean, Vieux Port
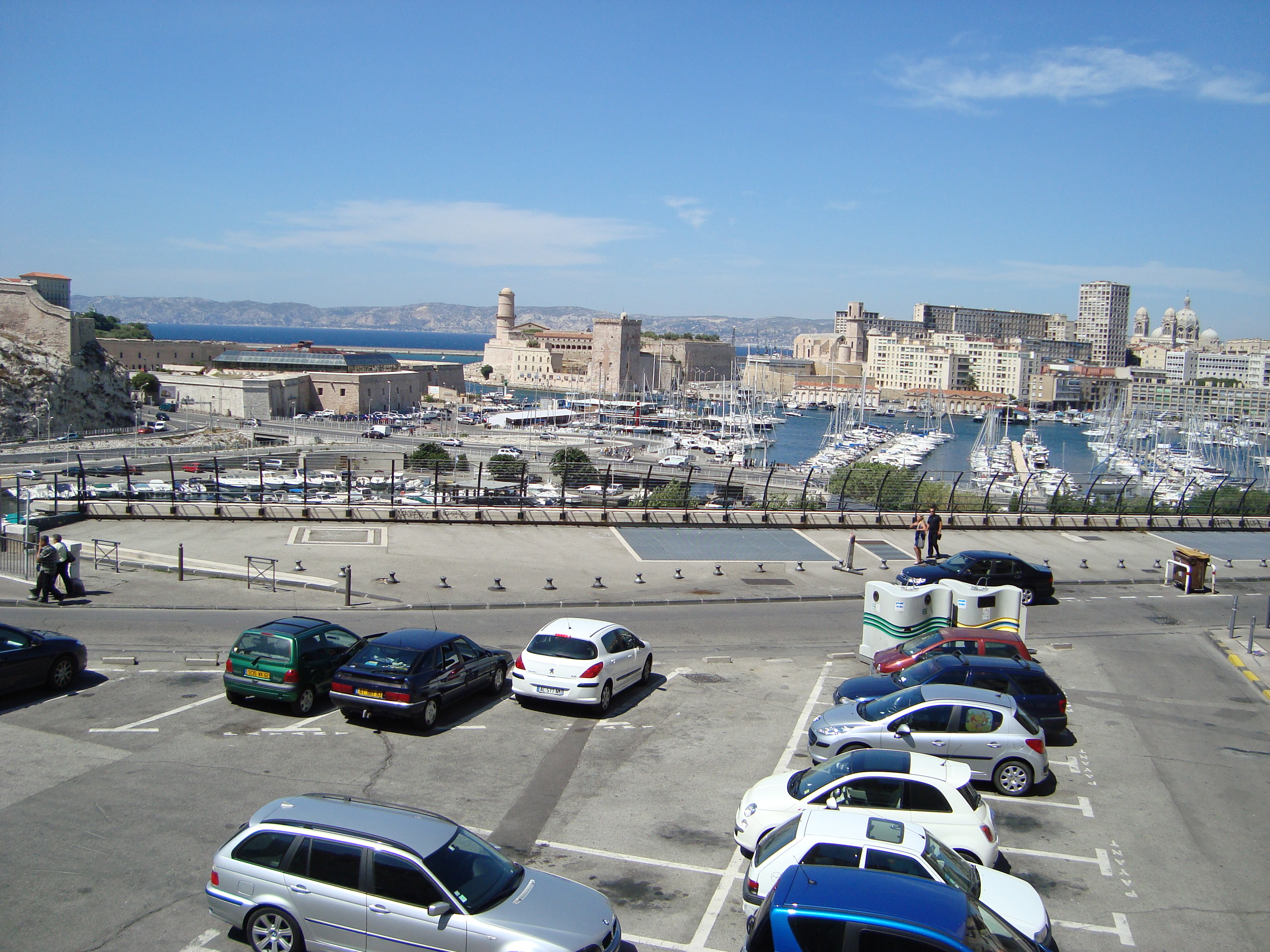
Vieux Port, Starý přístav
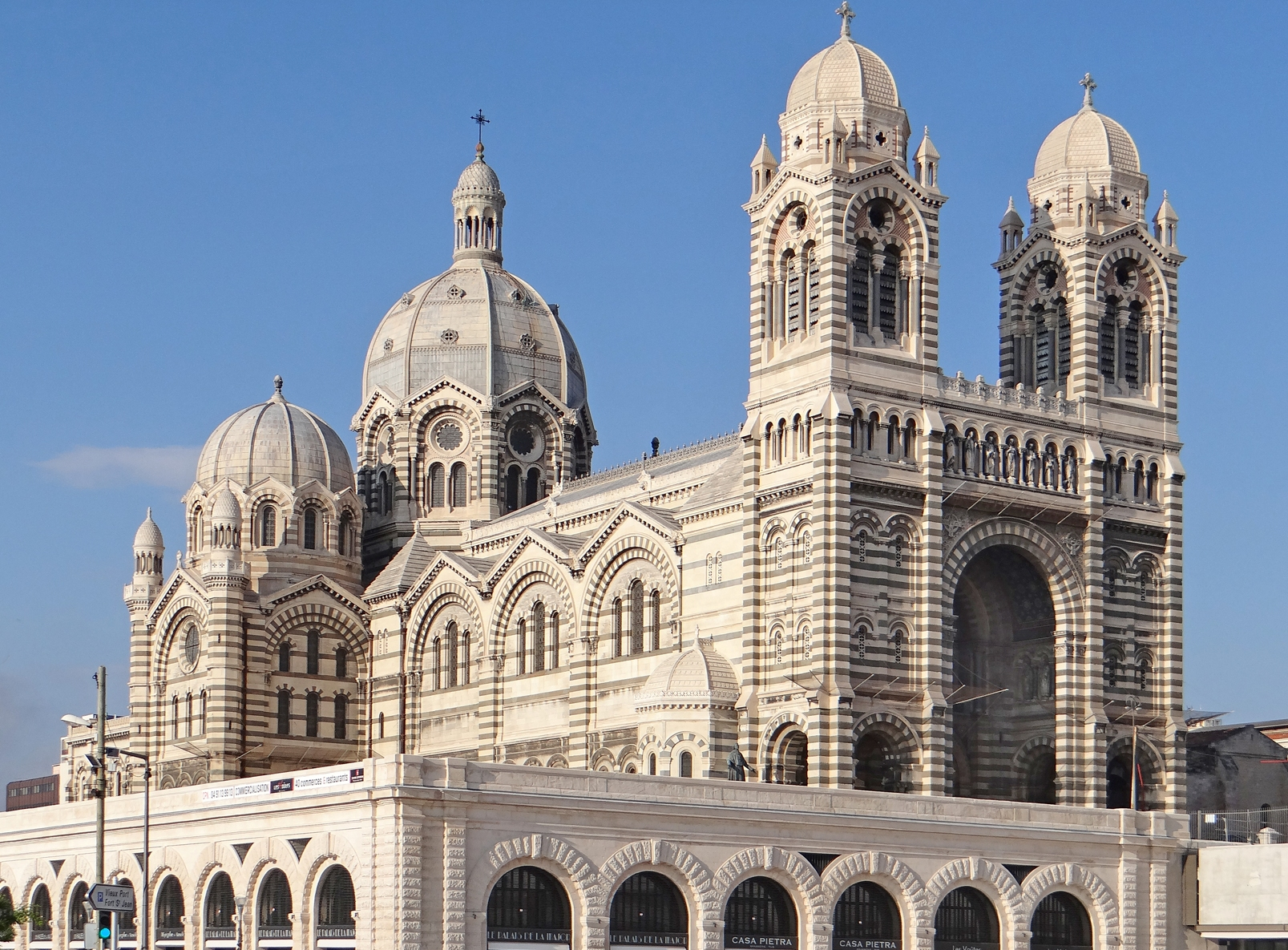
katedrála, Cathédrale La Major
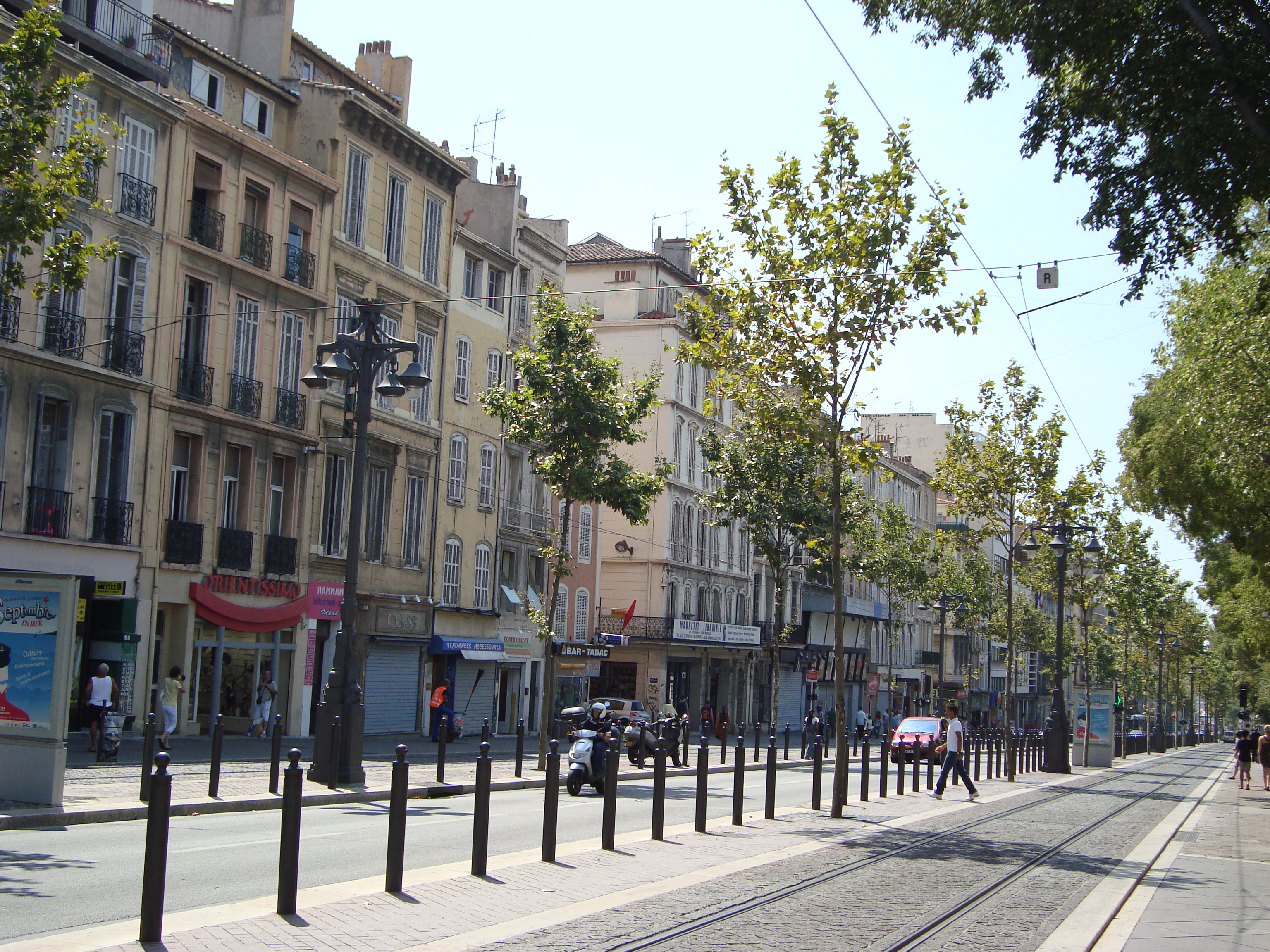
třída La Canebiere
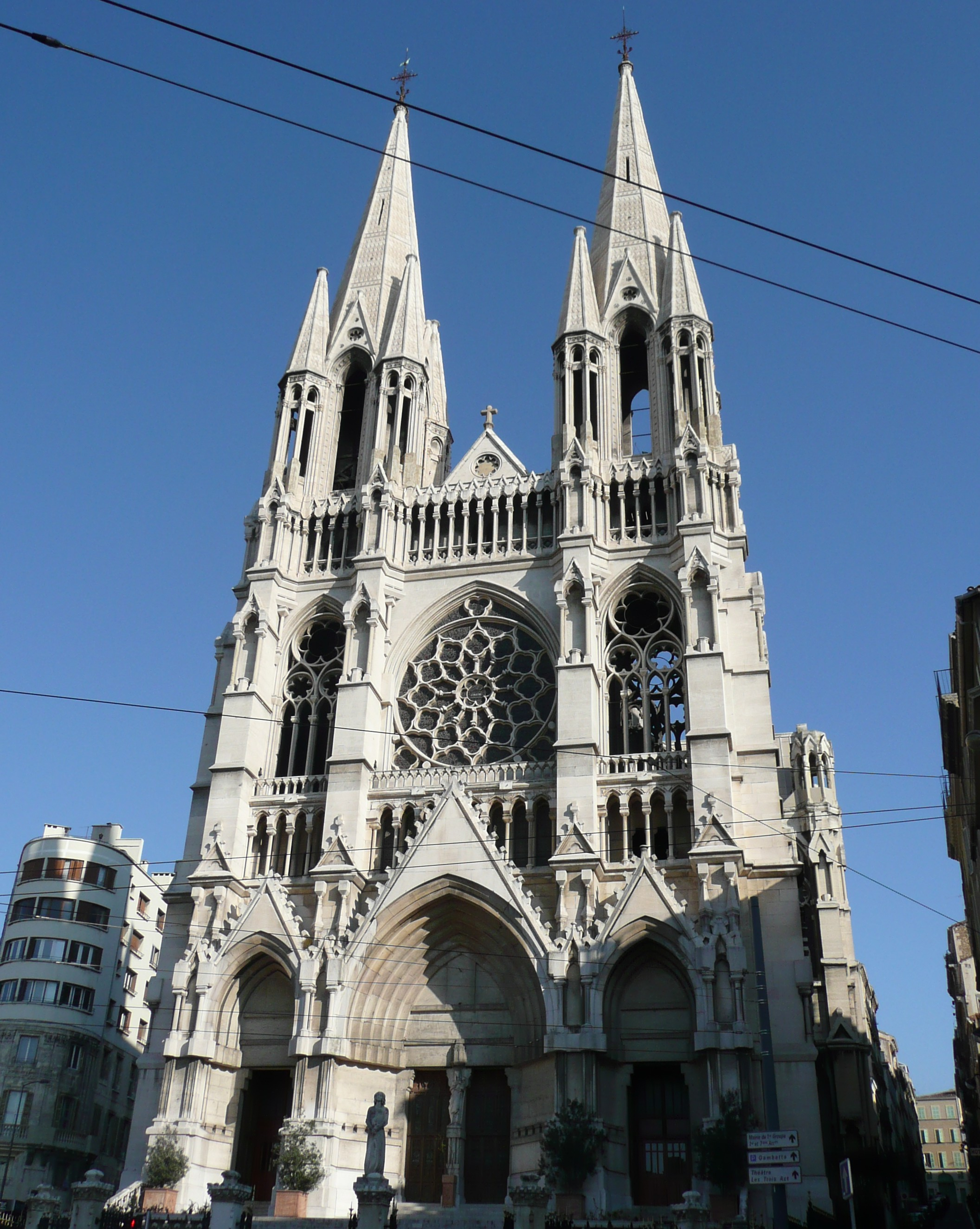
kostel St. Vincent de Paul
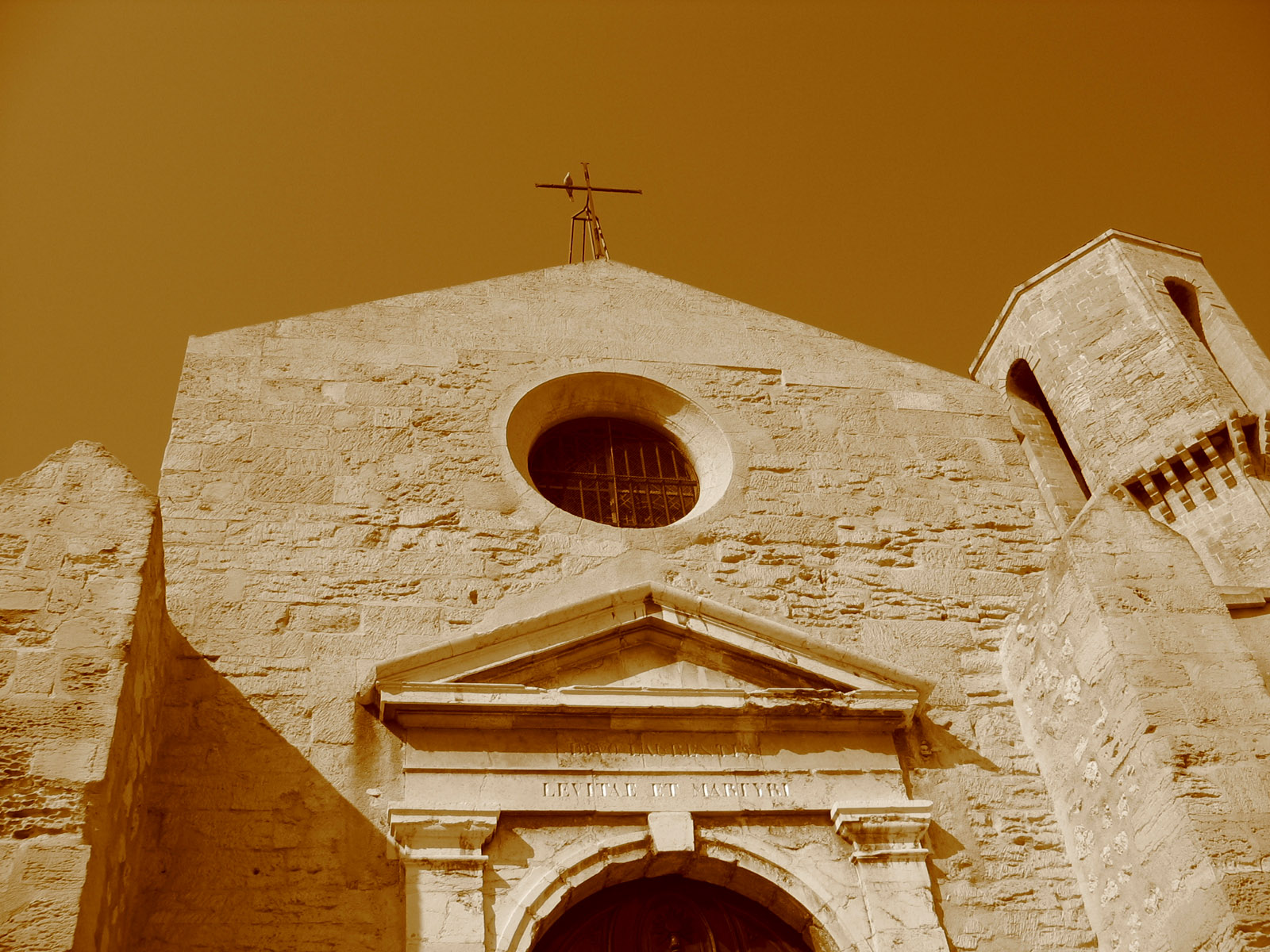
průčelí kostela St. Laurent
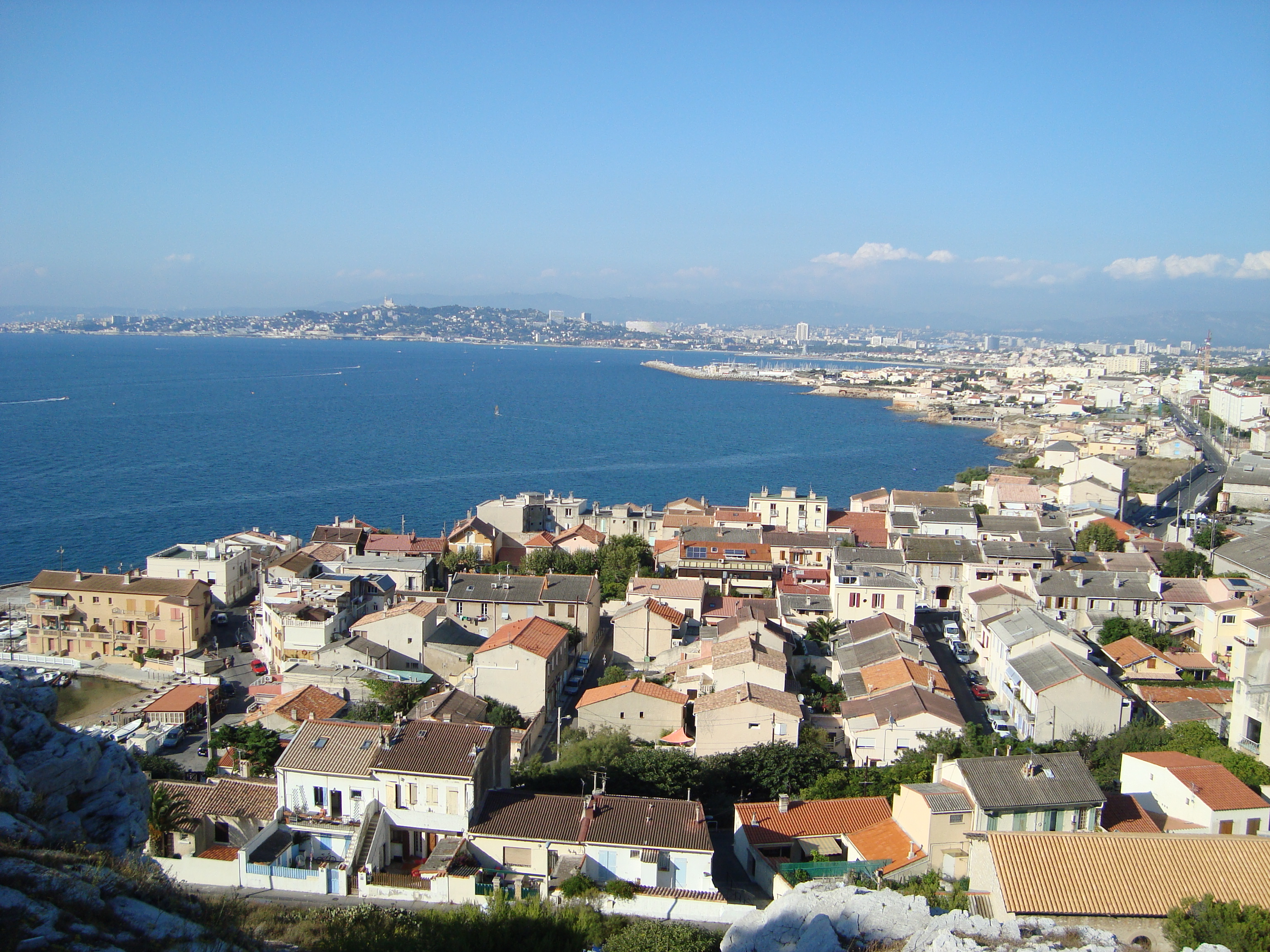
jižní část města

## Známé osobnosti

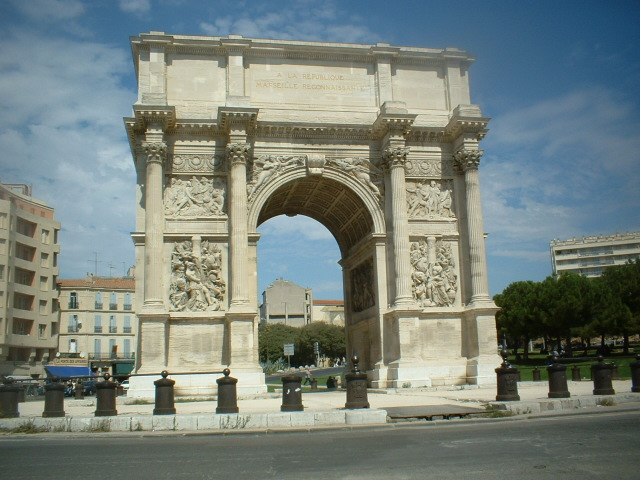
vítězný oblouk v Marseille

- Pytheas (380 př. n. l. – 310 př. n. l.) řecký obchodník, geograf a cestovatel
- Jean-Henry Gourgaud, „Dugazon“ (1746–1809), herec
- Julie Clary (1771–1845), neapolská, sicilská a španělská královna
- Désirée Clary (1777–1860), královna Švédska a Norska
- Adolphe Thiers (1797–1877), první prezident třetí republiky
- Étienne Joseph Louis Garnier-Pages (1801–1841), politik
- Honoré Daumier (1808–1879), malíř a karikaturista
- Joseph Autran (1813–1877), básník
- Arthur Rimbaud (1854 Charleville-Mézières – 1891 Marseille), francouzský básník. Zde zemřel.
- Joseph Garibaldi (1863–1941), francouzský malíř
- Paul Signac (1863–1935), francouzský malíř
- Charles Fabry (1867–1945), francouzský fyzik
- Edmond Rostand (1868–1918), francouzský dramatik a básník
- François Coli (1881–1927), francouzský průkopník letectví
- Henri Fabre (1882–1984), francouzský průkopník letectví a vynálezce prvního hydroplánu
- Otakar Kubín (1883 Boskovice – 1969 Marseille), český malíř, sochař a grafik. Zde zemřel.
- Marcel Pagnol (1895–1974), spisovatel, dramaturg a člen Francouzské akademie
- Antonin Artaud (1896–1948), herec, dramatik, básník a režisér
- Zino Francescatti (1902–1991), houslista
- Fernandel (1903–1971), herec a zpěvák
- Louis Jourdan (1921–2015), herec
- César Baldaccini (1921–1998), sochař
- Gaston Rébuffat (1921–1985), horolezec a horský vůdce
- Jean-Pierre Rampal (1922–2000), flétnista
- Maurice Béjart (1927–2007), baletní choreograf
- Georges Chappe (* 1944), cyklista
- Jean-Claude Izzo (1945–2000), spisovatel
- Chantal Poullain-Polívková (* 1956), herečka
- Eric Cantona (* 1966), fotbalista
- Patrick Fiori (* 1969), zpěvák
- Zinedine Zidane (* 1972), fotbalista
- Romain Barnier (* 1976), plavec
- Sébastien Grosjean (* 1978), tenista
- Mathieu Flamini (* 1984), fotbalista
- Mathieu Ganio (* 1984), tanečník baletu
- Rémy Di Gregorio (* 1985), cyklista
- Samir Nasri (* 1987), fotbalista
- Jordan Ayew (*1991), fotbalista
- Na ozdravném pobytu zde zemřel český poslanec a novinář Ignát Hořica (1859–1902).
- Při státní návštěvě tu byl r. 1934 zavražděn jugoslávský král Alexandr I. Karađorđević a jeho hostitel, ministr zahraničí Louis Barthou.

## Partnerská města
- Abidžan, Pobřeží slonoviny
- Antverpy, Belgie
- Dakar, Senegal
- Glasgow, Skotsko
- Haifa, Izrael
- Hamburk, Německo
- Janov, Itálie
- Kóbe, Japonsko
- Kodaň, Dánsko
- Marrákeš, Maroko
- Oděsa, Ukrajina
- Piraeus, Řecko
- Šanghaj, Čína